# Yedingham
Yedingham är en by i civil parish Ebberston and Yedingham, i kommunen North Yorkshire, i grevskapet North Yorkshire, i England. Byn är belägen 13 km från Malton. Yedingham var en civil parish fram till 1986 när blev den en del av Ebberston and Yedingham. Civil parish hade 95 invånare år 1961.